# Margarida Reis
Margarida Reis é uma actriz portuguesa.
Foi assistente do concurso "Um, Dois, Três" e bailarina na sitcom Clubíssimo (1988).
Destacou-se na série "Claxon" (1991). Apresentou depois o concurso "Publionário" da RTP.
Em 1993 actuou em "Telhados de Vidro" (TVI), onde contracenou com Tozé Martinho e onde foi a personagem Joana. Apresentou na TVI o concurso Queridos Inimigos (1993) ao lado de Rogério Samora.
Aparece nos filmes La Reine Margot, de Patrice Chéreau, 1993 e Passagem_por_Lisboa, de Eduardo Geada, 1994.
Mudou-se para a SIC onde apresentou , em 1994, o programa com crianças chamado "Mini - Chuva de Estrelas".
Apareceu na novela "A Grande Aposta" (RTP) onde fez sucesso com a personagem Becas.
Actualmente vive em Setúbal e contribuiu para a campanha dos 40 dias pela Vida.

## Televisão (como atriz)
| Ano       | Projeto                           | Personagem             | Canal | Notas                               |
| --------- | --------------------------------- | ---------------------- | ----- | ----------------------------------- |
| 1991      | Claxon                            | Ruby                   | RTP   | Série                               |
| 1991      | Gala dos Bigodes de Ouro          |                        | RTP   | apresentada por Fernando Pereira    |
| 1992      | Os Melhores Anos                  | Sofia                  | RTP   | Série                               |
| 1992/1993 | Giras e Pirosas                   |                        | SIC   | Série                               |
| 1993      | Telhados de Vidro                 | Joana Simões           | TVI   | Telenovela                          |
| 1993      | Sozinhos em Casa                  | Micas Almeida          | RTP   | Série                               |
| 1995      | Os Trapalhões em Portugal         |                        | SIC   | Série                               |
| 1997      | O Vison Voador                    |                        | RTP   | peça de teatro emitida em televisão |
| 1997/1998 | A Grande Aposta                   | Isabel Gouveia (Becas) | RTP   | Telenovela                          |
| 1998      | Por Favor, Mata-me a Minha Mulher | Sónia Ruth             | RTP   | peça de teatro emitida em televisão |
| 1998      | Major Alvega                      | Patty                  | RTP   | Série                               |
| 1998      | Cuidado com o Fantasma            |                        | SIC   | Série                               |
| 2000      | A Febre do Ouro Negro             | Mãe do Chiquinho       | RTP   | Série                               |
| 2001/2002 | Os Malucos do Riso                | Várias Personagens     | SIC   | Série                               |
| 2002      | Camilo, o Pendura                 |                        | RTP   | Série                               |

## Televisão (como assistente ou bailarina)
- Bailarina na sitcom Clubíssimo, RTP 1988
- Assistente do concurso Um, Dois, Três, RTP 1987

## Televisão (como apresentadora)
| Ano       | Projeto                | Canal | Notas    |
| --------- | ---------------------- | ----- | -------- |
| 1992      | Publionário            | RTP   | Concurso |
| 1993      | Queridos Inimigos      | TVI   | Concurso |
| 1994      | Partir o Côco          | SIC   | Concurso |
| 1994/1995 | Mini Chuva de Estrelas | SIC   | Concurso |

## Cinema
- longa metragem Passagem_por_Lisboa, de Eduardo Geada, 1994
- longa metragem La Reine Margot, de Patrice Chéreau, 1993